# Sinje pogorje

### Lokacija
Sinje pogorje (prevod: Branko Gradišnik) ali Modro gorovje () je gorovje na jugozahodu Šajerske, južno od Sivih pristanov, Lhûnskega zaliva in dežele Harlond, ter  zahodno od reke Baranduin. Med Sinjim pogorjem in morjem leži še dežela Harlindon.

### Ereborski Škratje
V Sinje pogorje so se naselili Ereborski škratje, po Smaugovem zavzetju Samotne gore.